# Łukasz Teodorczyk
Łukasz Teodorczyk (* 3. Juni 1991 in Żuromin) ist ein ehemaliger polnischer Fußballspieler. Er spielte vorrangig als Mittelstürmer, konnte aber auch als hängende Spitze oder offensiver Mittelfeldspieler eingesetzt werden.

## Karriere

### Verein
Teodorczyk begann mit dem Fußballspielen in seiner Heimatstadt bei Wkra Żuromin, wo er im Sommer 2007 als 16-Jähriger den Sprung in den Kader der ersten Mannschaft schaffte. In der Hinrunde 2009/10 machte er auf sich aufmerksam, da er in 15 Spielen zehn Tore erzielte.
Ende Dezember 2009 gab der Erstligisten Polonia Warschau die Verpflichtung Teodorczyks zum 1. Januar des Folgejahres bekannt. Zunächst sollte er in der Nachwuchsmannschaft spielen, die in der separaten Nachwuchsliga Młoda Ekstraklasa spielt. Ab Sommer 2010 gehörte Teodorczyk dann auch zum Kader der ersten Mannschaft. Am 26. Oktober 2010 kam er im Achtelfinale des polnischen Fußballpokals im Auswärtsspiel bei KSZO Ostrowiec Świętokrzyski (2:0 n. V.) zu seinem ersten Einsatz, als er in der 70. Minute für Daniel Gołębiewski eingewechselt wurde. Dabei erzielte er in der achten Minute der Verlängerung das Tor zur 1:0-Führung. Drei Tage später am 11. Spieltag der Saison 2010/11 kam Teodorczyk auch in der Ekstraklasa zu seinem Debüt. Bei der 0:1-Auswärtsniederlage gegen Jagiellonia Białystok wurde er in der 88. Minute für Adrian Mierzejewski eingewechselt. Insgesamt kam er in der Saison 2010/11 zu sechs Kurzeinsätzen in der ersten Mannschaft. In der zweiten Mannschaft konnte Teodorczyk in 21 Spielen 15 Tore erzielen und wurde Torschützenkönig in der Młoda Ekstraklasa. Zu Beginn der Saison 2011/12 erzielte Teodorczyk am 5. Spieltag im Heimspiel gegen GKS Bełchatów (2:1) sein erstes Tor in der Ekstraklasa. Im September 2011 zog er sich am 7. Spieltag im Derby gegen Legia Warschau einen Wadenbeinbruch zu und fiel für die komplette restliche Hinrunde aus. In der Rückrunde kämpfte er sich ins Team zurück und wurde ein fester Bestandteil. Insgesamt kam er zu elf Einsätzen und erzielte vier Treffer. In der Hinrunde 2012/13 kam er in 13 Einsätzen zu fünf Treffern. Im Januar 2013 gab Teodorczyk bekannt, seinen auslaufenden Vertrag bei Polonia Warschau nicht zu verlängern.
Noch am gleichen Tag gab Ligakonkurrent Lech Posen die Verpflichtung von Teodorczyk zur Saison 2013/14 bekannt. Er unterzeichnete einen Vierjahresvertrag bis Ende Juni 2017. Knapp einen Monat später gaben die Vereine den vorzeitigen Wechsel von Teodorczyk gegen eine Ablöse in Höhe von umgerechnet etwa 125.000 Euro bekannt. In der Rückrunde der Saison 2012/2013 kam Teodorczyk zu 14 Einsätzen in der Ekstraklasa, schoss aber lediglich ein Tor. Bereits in seiner zweiten Saison bei Lech Posen war er Stammspieler und schoss in 32 Ligaspielen 20 Tore. In der Saison 2014/2015 spielte er noch viermal für Lech Posen und schoss drei Tore, bevor er Ende August 2014 einen Fünf-Jahres-Vertrag beim ukrainischen Rekordmeister Dynamo Kiew unterschrieb. Die Ablösesumme lag bei vier Millionen Euro. Mit Kiew wurde er in seiner ersten Saison auch gleich ukrainischer Meister und Pokalsieger. In der Saison 2015/2016 konnte er sich mit dem Verein erneut die Meisterschaft sichern.
Zur Saison 2016/2017 wurde Teodorczyk für ein Jahr an den belgischen Rekordmeister RSC Anderlecht verliehen. Nachdem er in 28 Spielen 20 Tore erzielt hatte, erwarb der RSC Anderlecht am 30. März 2017 die Transferrechte an Teodorczyk und stattete ihn mit einem Vertrag bis zum 30. Juni 2020 aus.  Am 17. August 2018 wechselte Teodorczyk für eine Ablösesumme in Höhe von 7 Millionen Euro zu Udinese Calcio. In der Saison 2018/19 stand er bei 16 und in der Saison 2019/29 bei 14 von jeweils 38 möglichen Ligaspielen für Calcio auf dem Platz. Anfang Oktober 2020 wurde er kurz vor Ende der wegen des COVID-19-Pandemie verlängerten Transferfensters für den Rest der Saison 2020/21 wieder nach Belgien zu Sporting Charleroi ausgeliehen. Dort absolvierte er 15 Liga- sowie zwei Pokalspiele und traf dabei ein Mal. Nach seiner Rückkehr kam er zu keinem weiter Einsatz mehr für Udinese, und so wurde Teodorczyk Anfang 2022 an L.R. Vicenza Virtus in die Serie B abgegeben. Dort war er noch bis zum Sommer aktiv und beendete dann nach kurzer Vereinslosigkeit am 19. November 2022 seine Karriere.

### Nationalmannschaft
Nach seinem Wechsel zu Polonia Warschau wurde Teodorczyk auch für die Auswahlmannschaften des polnischen Fußballverbandes berücksichtigt. Am 17. November 2010 gab er sein Debüt in der polnischen U20 im Spiel gegen die Schweiz und erzielte beim 3:2-Sieg zwei Tore. Im März 2011 kam er zu zwei weiteren Einsätzen.
Am 6. Juni 2011 absolvierte Teodorczyk sein erstes Spiel für die polnische U21 bei der 1:2-Niederlage gegen Griechenland. Im August 2011 folgte ein weiterer Einsatz, bevor er dann im September in zwei Qualifikationsspielen zur U-21-EM 2013 zum Einsatz kam und zwei Tore erzielte. Nach seiner Verletzung spielte Teodorczyk erstmals Ende Februar 2012 wieder für die U-21. Im September 2012 kam er dann im letzten Qualifikationsspiel noch einmal zum Einsatz.
Ende Oktober 2012 wurde Teodorczyk erstmals für ein Länderspiel der polnischen U-23 nominiert. Teodorczyk musste seine Teilnahme jedoch absagen, da er knapp eine Woche später vom Nationaltrainer der A-Nationalmannschaft, Waldemar Fornalik, für das Länderspiel am 14. November 2012 gegen Uruguay nominiert worden war. Dort kam er jedoch noch nicht zum Einsatz. Im Januar 2013 wurde er erneut nominiert. Am 2. Februar 2013 kam er dann zu seinem Debüt in der Nationalmannschaft, als er beim Freundschaftsspiel gegen Rumänien in Málaga in der Startelf stand und durchspielte. Beim 4:1-Sieg bereitete Teodorczyk das erste Tor durch Szymon Pawłowski vor und erzielte das zweite und dritte Tor selbst.
Bei der Weltmeisterschaft 2018 in Russland gehörte er zum polnischen Aufgebot. Er wurde in zwei Gruppenspielen eingesetzt und schied mit der Mannschaft nach der Gruppenphase aus. Dies waren auch seine letzten beiden Einsätze in Nationaltrikot, anschließend wurde Teodorczyk nicht mehr berufen.

## Titel und Erfolge
- Torschützenkönig der polnischen Ekstraklasa: 2011
- Ukrainischer Meister: 2015, 2016
- Ukrainischer Pokalsieger: 2015
- Polnischer Meister: 2015
- Belgischer Meister: 2017
- Belgischer Superpokalsieger: 2017
- Torschützenkönig der belgischen Jupiler League: 2017